# Абэн Хумея
Абэн Хумея (1520 — 20 октября 1569), также известный как Мухаммад ибн Умайя (араб . محمد بن أمية) — лидер испанских морисков, который руководил вторым восстанием морисков против Филиппа II Испанского в регионе Альпухарры, недалеко от Гранады.

## Ранняя жизнь
Абен Хумея родился как Эрнандо или Фернандо де Валор-и-Кордова в семье морисков и утверждал, что имеет благородное происхождение, происходящее из арабской династии Омейядов. Имя Абэн Хумея является испаноязычной версией арабского имени Ибн Умайя, что означает «Сын Умайи» и намекает на происхождение от Омейядов.
До начала восстания морисков Абэн Хумея был членом городского совета Гранады и находился под домашним арестом за то, что вытащил кинжал в городском совете.

## Восстание морисков (1568—1571)
Утверждается, что, чтобы спровоцировать восстание, которое дало бы ему надлежащую причину для изгнания морисков с юга Испании, король Филипп II нарушил свои обещания, ранее данные в договорах, заключенных с мусульманами, и издал указ, требующий от морисков отказаться от своих арабских имен, их традиционной мавританской одежды, и даже запрещено говорить по-арабски. Им также сказали, что им придется отдать своих детей на воспитание христианским священникам.
Усиление преследований оставшегося населения морисков в бывшем Королевстве Гранада привело к вспышке вооруженного восстания. Восстание спланировал Фераг бен Фераг, потомок королевского дома Гранады и Диего Лопес Бен Абу. Они тщательно выяснили расположение жителей Альпухарры, где можно было лучше всего противостоять королевским войскам, обратились за помощью к королям Марокко и убедили местных разбойников присоединиться к их делу.
В канун Рождества 1568 года представители крипто-мусульман из Гранады, Альпухарры и других мест тайно собрались в Вале-де-Лекрин, чтобы провозгласить Фернандо де Валора своим королем, которого они переименовали в Абэн Хумею. Абэн Хумея также взял четырех жен, родом из многих областей, чтобы укрепить политические союзы, на которые он полагался.
Восстание под предводительством Абэна Хумеи приняло форму партизанской войны против кастильских войск в горах Альпухарры. Первоначально насчитывая всего около 4 000 человек, повстанческие силы быстро выросли примерно до 25 000 человек.

## Падение и убийство
Говорят, что видный мусульманин из Угихара Диего Альгуасил затаил обиду на Абэн Хумею за то, что он насильно похитил овдовевшую кузину и сделал её своей любовницей, хотя с её социальным статусом он должен был взять её в жены. Шесть лет спустя Альгуасиль женился на ней в Тетуане. Чтобы отомстить за честь своего двоюродного брата, Альгуасил начал планировать падение Хумеи.
Абэн Хумея также долгое время не доверял своим турецким и африканским союзникам, которых он перевел из своего лагеря на границу в Альмерии и поставил под командование своего двоюродного брата Абэн Абу.
Альгуасил начал играть на напряженности, которая, как сообщается, существовала у Хумея с турецким контингентом его армии в течение довольно долгого времени. Он отправился к туркам и заявил, что «поставил гашиш Абену Хуме, чтобы тот передал его турецким капитанам, чтобы их усыпили, а затем убили той ночью». Турки отказались от предложения, объяснив это тем, что османский султан послал их «не для того, чтобы стать королями, а для помощи королю мавров».
Капитаны предположили, что лучше всего, получив одобрение Алжира, отдать власть в руки местного человека благородного происхождения, которому можно доверять и который будет служить интересам мусульман.
20 октября 1569 года Абэн Хумея был задушен в результате переворота, организованного турецкими военными экспертами, и Абэн Абу был провозглашен новым вождем морисков под именем Малли Абдалла. Его преемник, Абэн Абу, также в конце концов был убит своими людьми.
Смерть Абэна Хумейи и Абэна Абу в сочетании с прибытием 20 000 солдат под командованием дона Хуана Австрийского, незаконнорожденного сводного брата короля Филиппа, для подавления восстания положила конец более чем двухлетней жестокой партизанской войне в Альпухаррахе. Затем почти все население Альпухарр было депортировано в Кастилию или Севилью, а около 270 деревень были заселены поселенцами, привезенными из Северной Испании. Остальные деревни были заброшены. Это привело к разрушению шелковой промышленности в течение нескольких столетий.
Король Испании Филипп II приказал расселить 80 000 морисков из Королевства Гранада (Корона Кастилии) в другие части Кастилии, ожидая, что это приведет к раздроблению общины морисков и ускорит их ассимиляцию христианским населением, хотя на самом деле это также оказало некоторое влияние на местных морисков которые к тому времени стали более ассимилированными. В конечном итоге это завершилось полным изгнанием морисков в 1609—1614 годах.